# Бичков Богдан Сергійович
Богдан Сергійович Бичков (нар. 24 листопада 1998, Кіровоград, Україна) — український футболіст, правий захисник сумської «Вікторії».

## Життєпис

### Ранні роки
Народився в Кіровограді. Футболом розпочав займатися в Оліександрії, виступав за «Олександрію-Аметист» та «Аметист-2001» у юнацькому чемпіонаті Кіровоградської області та ДЮФЛУ. У дорослому футболці дебютував ще в період виступів у ДЮФЛУ, виступав за вище вказані колективи у чемпіонаті Кіровоградської області. На початку серпня 2011 року підписав контракт з «Олександрією», але виступав лише за юнацьку та молодіжну команду клубу. У 2012 році для отримання ігрової практики відправився в оренду до аматорського клубу «Олександрія-Аметист», який виступав у чемпіонаті Кіровоградської області.

### МФК «Миколаїв»
Наприкінці квітня 2015 року перейшов в оренду до МФК «Миколаїв». У футболці «муніципалів» дебютував 2 травня 2015 року в програному (1:3) виїзному поєдинку 24-го туру Пергршої ліги України проти криворізького «Гірника». Богдан вийшов на поле в стартовому складі та відіграв увесь матч, а на 54-й хвилині відзначився першим голом на професійному рівні. У 2015-му календарному році провів 11 матчів у Першій лізі України та 3 матчі у кубку України. Наприкінці грудня 2015 року повернувся до ФК «Олександрію», з яким продовжив контракт на 1 рік. Проте в другій половині 2015/16 років за «професіоналів» не зіграв жодного офіційного матчу й по завершенні сезону покинув команду, оскільки за словами головного тренера «Олександрії» Володимира Шарана не виправдав тих надій та сподівань, яких від нього очікували.

### «Кремінь»
На початку липня 2016 року відправився на перегляд до свого колишнього клубу, МФК «Миколаїв». Натомість наприкінці липня 2016 року перейшов у «Кремінь». У футболці кременчуцького клубу дебютував 30 липня 2017 року в переможному (2:0) домашньому поєдинку 2-го туру Другої ліги України проти одеської «Жемчужини». Бичков вийшов на поле в стартовому складі та відіграв увесь матч. Єдиним голом у футболці кременчужан відзначився 20 серпня 2016 року на 87-й хвилині переможного (2:0) виїзного поєдинку 5-го туру Другої ліги України проти хмельницького «Поділля». Богдан вийшов на поле в стартовому складі та відіграв увесь матч. У команді відіграв два з половиною сезони, за цей час у чемпіонатах України провів 76 матчів (1 гол), ще 3 поєдинки провів у кубку України. По завершенні сезону 2018/19 років залишив команду.

### «Гірник-Спорт»
Наприкінці липня 2019 року підписав контракт з «Гірником-Спортом». У футболці клубу з Горішніх Плавнів дебютував 10 серпня 2019 року в програному (0:1) домашньому поєдинку 3-го туру Першої ліги України проти київської «Оболоні». Богдан вийшов на поле в стартовому складі, а на 85-й хвилині його замінив Олексій Збунь. У першій половині сезону 2019/20 років провів 5 поєдинків у Першій лізі України. Під час зимової перерви сезону 2019/20 років залишив «Гірник-Спорт».

### Повернення в «Кремінь»
Наприкінці лютого 2020 року повернувся до «Кременя». У футболці кременчуцького клубу дебютував 24 червня 2020 року в переможному (1:0) домашньому поєдинку 20-го туру Першої ліги України проти «Минаю». Бичков йишов на поле в стартовому складі та відіграв увесь матч. Першим голом за «Кремінь» відзначився 5 вересня 2020 року на 41-й хвилині переможного (3:2) виїзного поєдинку 1-го туру Першої ліги України проти луцької «Волині». Богдан вийшов на поле в стартовому складі, а на 67-й хвилині його замінив Денис Островський. У команді провів два з половиною сезони, за цей час у Першій лізі України зіграв 53 матчі (2 голи) та 2 поєдинки у кубку України. Під час зимової перерви сезону 2021/22 років залишив команду.

### СК «Полтава»
У середині лютого 2022 року став гравцем «Полтава». У футболці «городян» дебютував 3 вересня 2022 року в програному (1:2) виїзному поєдинку 2-го туру групи «Б» Другої ліги України проти київської «Оболоні». Богдан вийшов на поле в стартовому складі та відіграв увесь матч. У складі «спортклубівців» провів 22 поєдинки у Першій лізі України. Наприкінці травня 2023 року вільним агентом залишив «Полтаву».

### «Вікторія» (Суми)
У середині липня 2023 року підсилив «Вікторію». У футболці сумського клубу дебютував 27 липня 2023 року в нічийному (0:0) виїзному поєдинку 1-го туру групи Б Першої ліги України проти «Маріуполя». Бичков вийшов на поле в стартовому складі та відіграв увесь матч.